# Villa d’Ogna
Villa d’Ogna (lombardul: Éla d'Ògna) település Olaszországban, Lombardia régióban, Bergamo megyében. Lakosainak száma 1760 fő (2023. január 1.). Villa d’Ogna Oltressenda Alta, Ardesio, Piario, Clusone, Parre és Rovetta községekkel határos.

## Népesség
A település lakossága az elmúlt években az alábbi módon változott:
| Lakosok száma | 1908 | 1869 | 1760 |
|               | 2017 | 2018 | 2023 |